# Biegi narciarskie na Mistrzostwach Świata w Narciarstwie Klasycznym 2025 – sztafeta kobiet
Sztafeta 4×7,5 km kobiet – jedna z konkurencji rozgrywanych w ramach biegów narciarskich na Mistrzostwach Świata w Narciarstwie Klasycznym 2025. Zawody zostały rozegrane 7 marca 2025 roku. Tytułu mistrzyń świata nie obroniły Norweżki, które tym razem zajęły drugie miejsce. Nowymi mistrzyniami świata zostały Szwedki, a brązowy medal wywalczyły Niemki. Do startu zgłoszono 20 sztafet, z których jedna nie wystartowała. Polska nie wystawiła sztafety.
Dwie pierwsze zawodniczki pobiegły po 7,5 km techniką klasyczną. Po przebiegnięciu tego dystansu, dwie kolejne zawodniczki biegły po 7,5 km techniką dowolną.

## Wyniki
| Miejsce | Nr | Reprezentacja                                                                                                 | Czas                                      | Strata     |
| ------- | -- | --- | ----------------------------------------- | ---------- |
| 01 !    | 3  | Szwecja · Emma Ribom · Frida Karlsson · Ebba Andersson · Jonna Sundling                                       | 1:15:41,5 19:14,1 18:19,3 19:01,6 19:06,5 | —          |
| 02 !    | 1  | Norwegia · Heidi Weng · Astrid Øyre Slind · Therese Johaug · Kristin Austgulen Fosnæs                         | 1:15:42,2 18:38,2 18:25,2 18:54,1 19:44,4 | +0,7       |
| 03 !    | 2  | Niemcy · Pia Fink · Katharina Hennig · Helen Hoffmann · Victoria Carl                                         | 1:16:54,9 18:40,9 19:04,3 19:36,2 19:33,5 | +1:13,4    |
| 4       | 4  | Finlandia · Johanna Matintalo · Kerttu Niskanen · Krista Pärmäkoski · Jasmi Joensuu                           | 1:16:55,4 19:24,2 18:48,4 19:36,2 19:33,5 | +1:13,9    |
| 5       | 9  | Szwajcaria · Anja Weber · Nadja Kälin · Marina Kälin · Nadine Fähndrich                                       | 1:19:00,8 19:20,5 19:28,5 20:20,8 19:51,0 | +3:19,3    |
| 6       | 5  | Stany Zjednoczone · Rosie Brennan · Julia Kern · Sophia Laukli · Jessica Diggins                              | 1:19:02,6 19:22,9 19:48,2 20:05,5 19:46,0 | +3:21,1    |
| 7       | 6  | Włochy · Anna Comarella · Caterina Ganz · Maria Gismondi · Martina Di Centa                                   | 1:19:28,4 19:39,7 19:30,1 19:55,8 20:22,8 | +3:46,9    |
| 8       | 8  | Czechy · Kateřina Janatová · Anna Marie Jaklová · Barbora Havlíčková · Anna Milerská                          | 1:21:26,4 18:42,5 20:27,9 20:39,3 21:36,7 | +5:44,9    |
| 9       | 7  | Kanada · Alison Mackie · Katherine Stewart-Jones · Liliane Gagnon · Sonjaa Schmidt                            | 1:21:49,2 20:03,2 20:20,7 20:39,4 20:45,9 | +6:07,7    |
| 10      | 19 | Japonia · Chika Honda · Masae Tsuchiya · Chika Kobayashi · Shiori Yokohama                                    | 1:22:54,6 21:06,2 20:27,6 20:33,1 20:47,7 | +7:13,1    |
| 11      | 18 | Estonia · Kaidy Kaasiku · Keidy Kaasiku · Mariel Merlii Pulles · Teesi Tuul                                   | 1:23:29,1 20:06,6 19:57,3 21:01,0 22:24,2 | +7:47,6    |
| 12      | 14 | Australia · Tuva Bygrave · Ellen Søhol Lie · Rosie Fordham · Phoebe Cridland                                  | 1:25:39,5 21:22,0 21:25,9 20:35,1 22:16,5 | +9:58,0    |
| 13      | 10 | Kazachstan · Ksienija Szałygina · Angielina Szuryga · Nadieżda Stiepaszkina · Darja Rjażko                    | 1:27:20,5 21:27,1 21:48,7 21:07,0 22:57,7 | +11:39,0   |
| 14      | 13 | Chiny · Meng Honglian · Chen Lingshuang · Jialin Bayani · Yilamujiang Dinigeer                                | LAP 21:18,0 20:55,1 22:26,6               | +99:99.3 ! |
| 15      | 15 | Ukraina · Anastasija Nikon · Sofija Szkatuła · Jelizaweta Noprijenko · Wiktorija Ołech                        | LAP 21:25,8 22:58,8                       | +99:99.4 ! |
| 16      | 11 | Łotwa · Kitija Auziņa · Adriāna Šuminska · Samanta Krampe · Linda Kaparkalēja                                 | LAP 21:55,4 24:16,4                       | +99:99.5 ! |
| 17      | 12 | Chorwacja · Tena Hadžić · Leona Garac · Ema Sobol · Nives Baričevac                                           | LAP 24:14,7                               | +99:99.6 ! |
| 18      | 20 | Brazylia · Eduarda Ribera · Jaqueline Mourão · Bruna Moura · Mirlene Picin                                    | LAP 24:16,0                               | +99:99.7 ! |
| 19      | 16 | Litwa · Ieva Dainytė · Kornelija Sukovaitė · Eglė Savickaitė · Greta Gabrielė Kilbauskaitė                    | LAP 25:22,6                               | +99:99.8 ! |
| —       | 17 | Mongolia · Enkhbayaryn Ariuntungalag · Ariunsanaagiin Enkhtuul · Tömöriin Ariunbold · Barsnyamyn Nomin-Erdene | DNS                                       | DNS        |